# Synchiropus claudiae
Synchiropus claudiae là một loài cá biển thuộc chi Cá đàn lia gai (Synchiropus) trong họ Cá đàn lia. Loài này được mô tả lần đầu tiên vào năm 1990.

## Phân bố và môi trường sống
S. claudiae có phạm vi phân bố ở Tây Thái Bình Dương. Loài cá này được tìm thấy tại rạn san hô Madang Barrier (Papua New Guinea) và ngoài khơi bang Queensland (đông bắc Úc). S. claudiae sống ở độ sâu khoảng 10 m trở lại.

## Mô tả
Mẫu vật lớn nhất của S. claudiae có chiều dài cơ thể được ghi nhận là 2,2 cm.